# København A-Raeken (1899/1900)
København A-Raeken (1899/1900) była 11. sezonem nieoficjalnych mistrzostw Danii w piłce nożnej. W rozgrywkach brały udział tylko zespoły z Kopenhagi. Tytułu nie obroniła drużyna Kjøbenhavns Boldklub. Nowego mistrza Danii nie wyłoniono.

## Tabela końcowa
|   | Klub                 | M | Z | R | P | Br+ | Br- | Pkt | Uwagi  |
| 1 | Boldklubben af 1893  | 8 | 5 | 0 | 3 | 17  | 6   | 10  | Mistrz |
| - | Akademisk BK         | 8 | 5 | 0 | 3 | 21  | 11  | 10  |        |
| 3 | Kjøbenhavns Boldklub | 8 | 3 | 2 | 3 | 17  | 18  | 8   |        |
| - | Boldklubben Frem     | 8 | 3 | 2 | 3 | 15  | 18  | 8   |        |
| 5 | Østerbros BK         | 8 | 2 | 0 | 6 | 3   | 20  | 4   |        |

Od tego sezonu wprowadzono punkty. Za zwycięstwo przyznawano 2 pkt, za remis 1 pkt, a za porażkę 0 pkt. Remis orzekano, gdy po 120 minutach gry wynik był nierozstrzygnięty.